# Georges Beghin
Georges Louis Beghin (Cuesmes, 21 april 1912 - 28 september 1974) was een Belgisch arts en volksvertegenwoordiger. 

## Levensloop
Doctor in de geneeskunde geworden (aan de Katholieke Universiteit Leuven), vestigde Beghin zich in 's-Gravenbrakel.
Tijdens de oorlog trad hij toe tot het verzet en was medestichter in maart 1941 van het maandblad 'L'Insoumis' dat in 's-Gravenbrakel werd uitgegeven. Een van de oprichters, Georges Némegaire, werd in maart 1943 gearresteerd en stierf in het concentratiekamp Flossenburg in februari 1945. 
Hij werd politiek actief toen hij provincieraadslid werd voor Henegouwen (1954-1956). In 's-Gravenbrakel werd hij in 1958 verkozen tot gemeenteraadslid en van 1959 tot 1965 was hij er schepen.
Hij werd provinciaal senator voor de Liberale Partij in 1965 en bleef dit tot in 1971.